# Olivia Del Rio
Olivia Del Rio (Rio Casca, 1969. április 16. –) brazil pornószínész, színész és filmproducer. 1997-ben a Hot d’Or Awardot, 2004-ben az AFWG Awardot nyerte el.

## Élete
Pályafutását a francia Patrice Cabanel segítségével kezdte, emiatt sok francia rajongója is van. 1999-ben szerepelt Joe D’Amato College Girl című filmjében, amit többek között Budapesten forgattak.